# باركر مولوني
باركر مولوني (بالإنجليزية: Parker Moloney)‏ هو سياسي أسترالي، ولد في 12 أغسطس 1879 في أستراليا، وتوفي في 8 مايو 1961 في فيكتوريا في أستراليا. حزبياً، نشط في حزب العمال الأسترالي.